# 海山公司
海山公司，早期传说源自洪门（天地會）組織，主要活動在南洋，尤其在马来亚。1799年在海峽殖民地的槟城正式成立以惠州客家人和顺德、番禺等广府人为主的帮派。后来其实力跨到整个马来亚及新加坡。

## 歷史
海山地下組織的歷史可以追溯至喬治市開埠之初的1799年，19世紀马来土邦苏丹及王侯曾拉拢海山公司助战，另一方就会寻求义兴公司。所以其军事实力不容忽视。
1832年有記載馬六甲馬德拉斯輕步兵第23團的軍官（23 Regiment, Madras Light Infantry, in Malacca）托馬斯·約翰·紐博爾德（1807年—1850年）表示：
|    | 他們自稱『公司』來招募或強迫馬來亞定居的華裔加入，慢慢累積為強大戰力的反政府組織（這裡指政府的是中國的清朝）。而當中他們在馬來亞主要通過賄賂，威脅造謠，有時甚至通過公開暴力達到其目的。甚至一些統治者甚至會招募這一些組織為傭兵或官員。 |
| —— | |

早期馬來亞（星馬兩地）的華人私會黨的形成衆所皆知，他們本源於中國的天地會，並且與天地會有著千絲萬縷、錯綜複雜的關係。
據史載，新加坡最早發生私會黨引發的格鬥最初發生在1824年，當時的新加坡政治家萊佛士的私人秘書，著名馬來作家文西阿都拉（筆名：Munshi Abdullah，1796—1854），於1824年冒險參觀新加坡市郊天地會的入會儀式。1825年，衆多私會黨中，英殖民政府就發現了「義興」、「海山」、「合成」、「華記」四個派別。
最早私會黨總部通常設在檳榔嶼喬治市，並在馬來亞各地都有支會。其中有霹靂州拉律、雪蘭莪蘆骨（當時屬雪蘭莪）、森美蘭雙溪芙蓉、雪蘭莪巴生等地，後以雪蘭莪的吉隆坡及加影為最重要，因爲這些地區都是以錫米（Biji Timah）挖掘而吸引華人南來聚集之地。就在這個時間段，甲必丹鄭景貴開埠太平市而發生的「拉律戰爭」、甲必丹葉亞來開埠吉隆坡而發生的「雪蘭莪内戰」，都可以見到私會黨之間的械鬥，及馬來王侯爲了保身及獲得利益而拉攏華人私會黨。由此可見，在當時若是南下以采礦爲生者皆是根據自己祖籍而被「强制」加入幫會，以尋求「保護」。

## 與天地會
儘管新馬兩地秘密會社是在地社會的一部份，與中國天地會肯定存在異同。不過，中國天地會對東南亞秘密會黨的影響仍極其巨大，從組織結構、管理模式、到幫派禮儀、暗語、腰憑，在新馬兩地秘密會黨無不受到天地會影響。例如組織方面：
總部：
1. 主帥
2. 香主
3. 大哥
4. 二哥

分部：
1. 總理
2. 先生
3. 先鋒
4. 紅棍
5. 管花（包括才富）
6. 鐵板草鞋

早期的義興公司現稱「老義興」（洪門正二房洪順堂人），海山公司現稱「老海山」（洪門正三房家後堂人）的組織有白扇先生、紅棍以及草鞋等幾個等級。白扇在組織里的地位最高，主持開壇儀式。海山派客家私會黨屬於「天合會」（也許是取自天地會與三合會），在新加坡的總部設在海山街（克羅士街上段，Upper Cross Street），打着「海山公司」(Hai San Kongsi) 四個大字招牌。當時還有其他的大型私會黨包括福建幫義福、客家幫洪家等，幫派間的利益衝突與暴力械鬥，就這樣從18世紀末葉延續至20世紀初的兩個世紀。